# Mys Astafjewa (stacja kolejowa)
Mys Astafjewa (ros. Мыс Астафьева) – stacja kolejowa w Nachodce w Kraju Nadmorskim w Rosji. Jest końcową stacją na linii Ugolnaja – Mys Astafjewa. Znajduje się w pobliżu portu oraz przylądka Mys Astafjewa, nad zatoką Nachodka, na południe od centrum miasta. Posiada 12 torów. 
Stacja pełni rolę głównie towarową. W pierwszych trzech kwartałach 2016 roku przeładowywano na niej średnio 343 wagony dziennie (wzrost z 295 dziennie w 2015). Pełni również funkcję pasażerską, obsługując jeden pociąg dziennie z Władywostoku. 
Została otwarta w 1965 roku. 